# Ian Miller (baloncestista)
Ian Miller (Charlotte, Carolina del Norte, 28 de septiembre de 1991) es un jugador de baloncesto estadounidense que pertenece a la plantilla del OGM Ormanspor de la TBL, la segunda división turca. Con 1,90 metros de estatura, juega en la posición de escolta.

## Trayectoria deportiva

### Universidad
Jugó cuatro temporadas con los Seminoles de la Universidad Estatal de Florida, en las que promedió 9,1 puntos, 2,0 rebotes y 1,8 asistencias por partido. En 2014 fue elegido mejor sexto hombre por los entrenadores de la Atlantic Coast Conference.

### Profesional
Tras no ser elegido en el Draft de la NBA de 2014, en el mes de agosto firmó su primer contrato profesional con el Aurora Basket Jesi de la Legadue Gold italiana, y en su primer partido sorprendió a todo el mundo al conseguir 43 puntos ante el Basket Brescia. Disputó 19 partidos, en los que promedió 20,4 puntos y 2,5 asistencias, En enero de 2015 firmó contrato con el PMS Torino, equipo al que ayudaría a conseguir el ascenso a la Serie A promediando hasta final de temporada 12,8 puntos y 2,3 rebotes por partido.
Al año siguiente el club se refundó, pasando a ser el Auxilium Pallacanestro Torino, y Miller fue renovado por una temporada. Disputó 21 partidos, en los que promedió 8,9 puntos y 1,7 rebotes, antes de ser despedido en febrero de 2016. Un mes más tarde fichó por el Scaligera Basket Verona hasta final de temporada, disputando ocho partidos en los que promedió 15,6 puntos y 3,4 rebotes.
En agosto de 2016 se comprometió con el BC Astana de Kazajistán.
El 27 de febrero de 2021, firma por el Cholet Basket de la Pro A francesa, tras comenzar la temporada 2020-21 en las filas del Promitheas Patras B.C. de la A1 Ethniki, en el que promedia 15,6 puntos en Eurocup.
El 20 de julio de 2021, firma por el Peristeri B.C. de la A1 Ethniki.
El 1 de enero de 2022, firma por el Büyükçekmece Basketbol de la Türkiye Basketbol 1. Ligi.